# Jeff Miller
Jefferson Bingham "Jeff" Miller, född 27 juni 1959 i Saint Petersburg, Florida, är en amerikansk republikansk politiker. Han representerade delstaten Floridas första distrikt i USA:s representanthus 2001–2017.
Miller avlade 1984 kandidatexamen vid University of Florida. Han arbetade sedan som fastighetsmäklare och som vicesheriff.
Kongressledamot Joe Scarborough avgick 2001 och Miller vann fyllnadsvalet för att efterträda honom i representanthuset.
Miller är metodist. Han och hustrun Vicki har två barn.